# Classe Flavio Gioia
La classe Flavio Gioia è stata una classe di incrociatori della Regia Marina composta da due unità.

## Storia e progetto
Furono costruiti con scafo in acciaio, attrezzatura velica a nave e dotati di una protezione orizzontale sul ponte di coperta di tipo cellulare. Nel 1892 vennero trasformati in navi scuola con le opportune modifiche ed in questa veste continuarono la loro vita operativa.
Parteciparono alla prima guerra mondiale.

## Unità
- Flavio Gioia

Partecipò alle operazioni navali in Colombia dovute all'affare che vide coinvolto Ernesto Cerruti, sbarcando truppe per liberare il suddetto cittadino italiano il 6 luglio 1885, con conseguente rottura delle relazioni diplomatiche tra i due paesi.  Fu radiato nel 1920.
- Amerigo Vespucci

Fu radiato nel 1928 e sostituito dall'attuale Amerigo Vespucci.